# Séquia de Manrèse
 (octobre 2024).
Si vous disposez d'ouvrages ou d'articles de référence ou si vous connaissez des sites web de qualité traitant du thème abordé ici, merci de compléter l'article en donnant les références utiles à sa vérifiabilité et en les liant à la section « Notes et références ».
Séquia de Manresa
La Séquia de Manrèse (en catalan : Séquia de Manresa), connue localement comme la Séquia, est un petit aqueduc important dans l'histoire de la ville de Manrèse, en Catalogne. 

## Description
Il est long de 26,7 km, avec un dénivelé de 10 m et un débit d'un m³ par seconde.

## Histoire
Sa construction a été autorisée par le roi Pierre IV d'Aragon. Elle a commencé en 1339 et s'est terminée en 1383. La tradition populaire la rattache au Miracle de la Lumière (ca).
La Séquia de Manrèse est un des ouvrages d'art les plus importants de la comarque de Bages au Moyen Âge. Elle a mis fin aux problèmes de sécheresse dans la région et fournit encore aujourd'hui de l'eau à Manrèse et à d'autres localités. Elle est inscrite à l'inventaire du patrimoine architectural de Catalogne (IPAC).

## Description
La Séquia a un cours de 26,7 km, avec un dénivelé de 10 m. Elle prend ses eaux du Llobregat sous le château de Balsareny (ca), grâce à un barrage de 250 mètres appelé « resclosa dels manresans (ca) » (l'écluse des Manresans). Elle traverse les municipalités de Balsareny, Sallent, Santpedor, Sant Fruitós de Bages et arrive à Manresa au Parc de l'Agulla (ca). Elle allait à l'origine jusqu'aux murs de la ville elle-même.

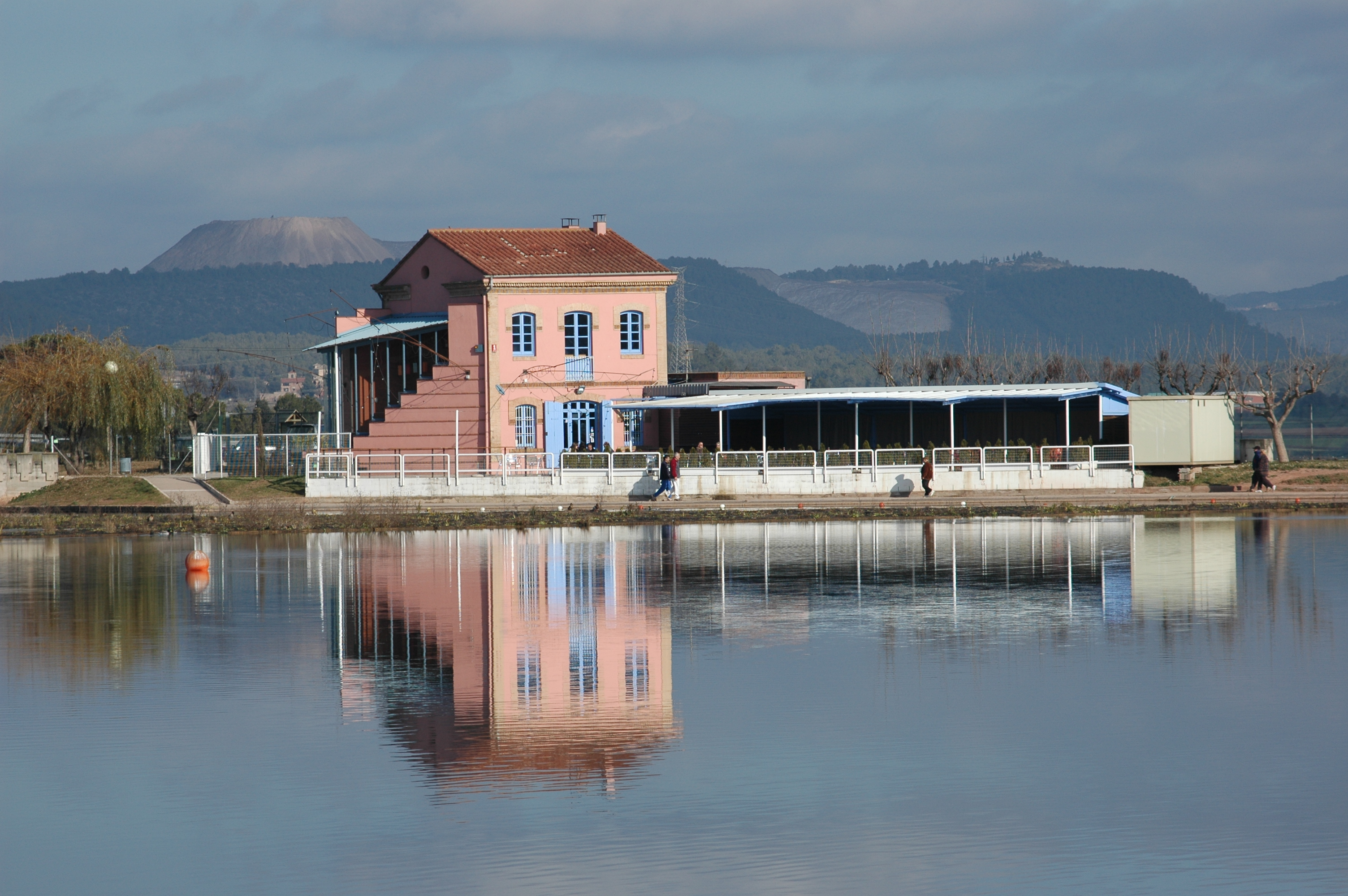
Le lac du Parc de l'Agulla.

## Histoire

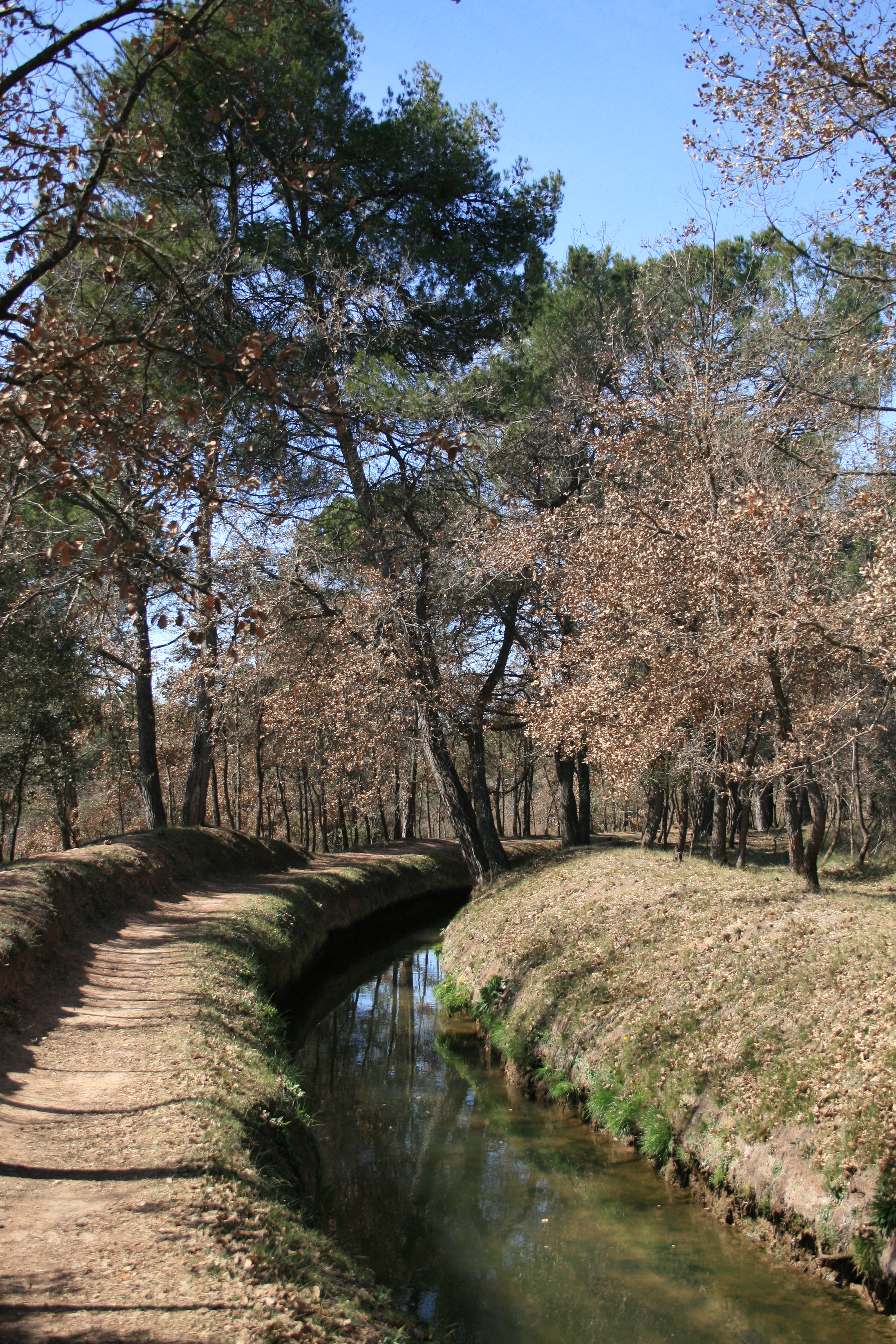
La Séquia de Manresa à Sallent.

En 1336, Manrèse a souffert d'une importante sécheresse, qui a plongé ses habitants dans la misère, certains devant même émigrer dans d'autres régions.

### Débuts
En avril 1339, les conseillers Jaume d'Artés, Beltran de Castellbell, Bernat de Sallent, Pere Vilella, Jaume Amergós et Berenguer Canet ont décidé de construire une séquia. En réponse aux suppliques des syndics de Manresa, le roi de Catalogne Pierre IV d'Aragon leur a accordé le 23 août un privilège pour cette construction. Les enchères de celle-ci ont eu lieu le 9 octobre.
Les travaux ont commencé immédiatement, sous la direction de l'architecte de Barcelone Guillem Catà (ca). Un barrage d'alimentation a été construit sur le Llobregat en aval du château de Balsareny (ca) et un autre a été engagé devant un moulin appelé Mateu de Vilallonga.
L'évêque de Vic Galceran Sacosta (ca), gêné par les travaux, a interdit au canal de traverser les terres de l'évêché. Les habitants ont refusé d'y renoncer et les conseillers-jurés ont proposé de compenser les dégâts causés. L'évêque a alors excommunié l'université de Manresa, les conseillers-jurés et les exécutants du projet.

### Le miracle de la lumière
Selon la tradition, le 21 février 1345, à neuf heures du matin, une sphère éblouissante apparue au-dessus du massif de Montserrat est entrée dans l'église des Carmes de Manresa (ca) par une des fenêtres de la façade principale, s'est arrêtée sous la clé de voute de l'abside, où elle s'est divisée en deux, avant de se reconstituer et de repartir vers la montagne. Les habitants y ont vu un miracle en faveur de leur ville. Un mois et demi plus tard, l'évêque de Vic est mort. Son successeur Miquel de Ricomà s'est empressé de réconcilier les intérêts de l'Église et ceux de Manresa. Un accord a été signé le 19 novembre 1345, avec l'approbation de Pierre IV d'Aragon et du pape Clément VI. Les travaux ont repris sous la direction du maître Arnau Fuster.

### Achèvement
En 1348, la grande épidémie de peste noire a paralysé les travaux pour deux ans. La Séquia est finalement arrivée en 1375 à l'Agulla, à la limite de Manresa, d'où sont parties les branches vers Santa Clara, la colline de Piugterrà et les murailles de la ville. L'ouvrage a été terminé en 1383, avec l'arrivée des eaux à l'intérieur de celle-ci.
En 1815, le roi d'Espagne Ferdinand VII a approuvé par décret la nouvelle administration du canal, qui créait un conseil composé d'un président (l'alcade de Manresa) et de personnalités appartenant à différentes classes sociales. Pour faciliter l'utilisation des eaux, des réservoirs ont été construits dans le quartier de Creu Guixera entre 1862 et 1865. Avec l'accroissement de la population, ils sont devenus insuffisants et le conseil a décidé en 1888 d'en construire deux autres dans le quartier de Can Font,.
Il y a eu de nombreux conflits entre les gestionnaires du canal et les exploitants des vergers sur ses rives. La construction de dérivations clandestines a été interdite par le conseil en 1787, sans mettre fin à ces conflits.
En 1583, une inondation du Llobregat a détruit le barrage d'alimentation de la Séquia, qui était en pierre et en bois. Le barrage actuel en béton date du milieu du XXe siècle.

## Latranssèquia
La transsèquia est une randonnée populaire, de caractère familial, festif et écologique, qui suit le cours de la Séquia de Balsareny jusqu'à Manresa et a lieu chaque année depuis 1984. Elle peut se faire à pied, à cheval ou à bicyclette,.